# Antony Bevan

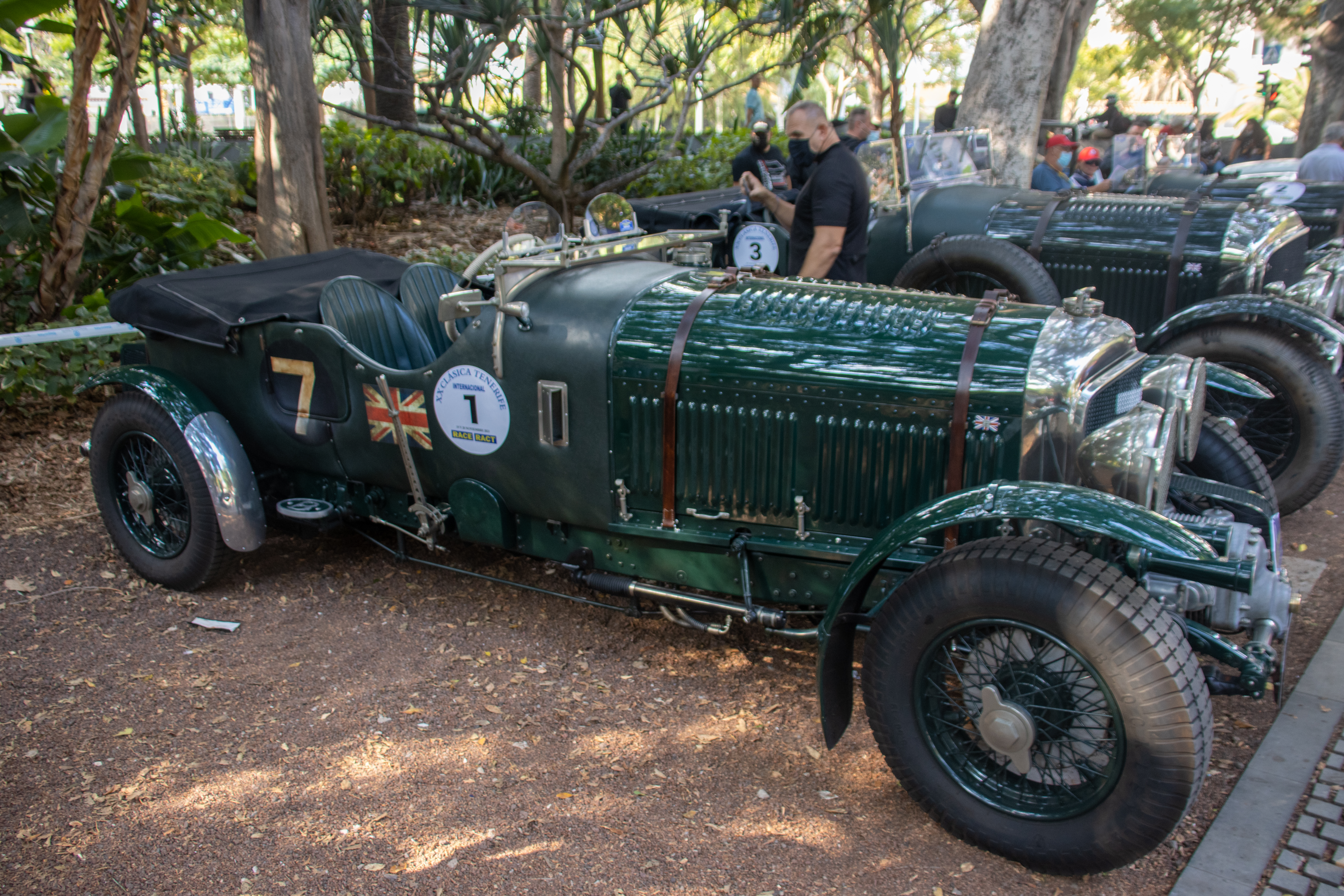
Der von Antony Bevan beim 24-Stunden-Rennen von Le Mans 1931 gefahrene Bentley Blower

Antony Johnstone Bevan (* 29. April 1911 in Vancouver; † 1971 in Madrid) war ein britischer Autorennfahrer.

## Karriere als Rennfahrer
Antony Bevan bestritt 1931 gemeinsam mit Mike Couper auf einem Bentley Blower das 24-Stunden-Rennen von Le Mans. Ein defekter Zündverteiler beendete den Einsatz vorzeitig. Neben dem Engagement in Le Mans startete Bevan mehrmals bei Autorennen auf der Rennbahn von Brooklands. Bei keinem dieser Einsätze gelang ihm eine Platzierung im Gesamtklassement.

## Statistik

### Le-Mans-Ergebnisse
| Jahr | Team         | Fahrzeug       | Teamkollege | Platzierung | Ausfallgrund  |
| ---- | ------------ | -------------- | ----------- | ----------- | ------------- |
| 1931 | Antony Bevan | Bentley Blower | Mike Couper | Ausfall     | Zündverteiler |